# Alcmena psittacina
Alcmena psittacina là một loài nhện trong họ Salticidae.
Loài này thuộc chi Alcmena. Alcmena psittacina được Carl Ludwig Koch miêu tả năm 1846.